# Hanna Arsenych-Baran
Hanna Vasylivna Arsenych-Baran (en ucraniano: Баран Ганна Василівна; Nyzhnii Bereziv, 26 de junio de 1970 -1 de abril de 2021) fue una novelista, poeta, maestra de escuela y escritora de prosa ucraniana. Fue autora de más de cien libros de texto sobre lengua y literatura ucranianas, así como de varios diccionarios. Enseñó lengua y literatura ucraniana en Chernígov y educó a estudiantes en la Universidad Pedagógica Nacional KD Ushinsky del Sur de Ucrania. Ganó el Premio Regional Mykhailo Kotsyubynsky y el Premio Regional Leonid Glibov. Fue miembro de la Unión Nacional de Escritores de Ucrania y se convirtió en presidenta de su organización regional de Chernígov en noviembre de 2016.

## Biografía
Nació en el pueblo de Nyzhnii Bereziv, en el distrito o raión de Kosiv, en la región o óblast de Ivano-Frankivsk. Sus antepasados de ambos lados de su familia habían trabajado en negocios, eran médicos, historiadores locales, poetas, sacerdotes y científicos; algunos eran miembros de la Organización de Nacionalistas Ucranianos y del Ejército Insurgente Ucraniano. Se graduó en la escuela secundaria con una medalla de oro, y se graduó en 1992 de la Facultad de Filología de la Universidad Nacional Vasyl Stefanyk Precarpathian.

### Carrera profesional
Comenzó siendo profesora de lengua y literatura ucranianas en las escuelas de Kosiv Raion. En 1998, se mudó a Chernígov con miembros de su familia, y trabajó en el Liceo No.15. Recibió una invitación para trabajar como metodóloga en el Departamento de Ciencias Sociales y Humanidades. Fue nombrada profesora titular en el Departamento de Filología y Métodos de Enseñanza de la Universidad Pedagógica Nacional KD Ushinsky del Sur de Ucrania que dirigió desde 2015. Se convirtió en miembro de la Unión Nacional de Escritores de Ucrania en 1998. Fue elegida presidenta de la organización regional Chernígov de la Unión Nacional de Escritores de Ucrania en noviembre de 2016.
Publicó su primera colección de poesía, Towel on Viburnum, en 1997 y luego fue autora de una segunda colección de poesía titulada Cherry Music al año siguiente. En 2001, publicó la colección de poesía Blooming Hawthorn y el libro de prosa Under the Apples of Paradise en el mismo año. Escribió el libro en prosa On Monday everything will be different y la colección de poesía Trembling Hyacinths dos años después. En 2005, siguió con la publicación de la colección de poesía Hope in the Spring, el libro de prosa As the moon rises y la novela Quiet Street of the Evening City. Escribió Sweet Words of prose en 2010, compiló la antología de 3.000 oraciones en verso cristiano ucraniano del siglo XIX a principios del XXI llamada Prayer raises the sky el año siguiente, así como las novelas Muska y Rejoice, Bride! en 2018. Compiló el Diccionario de homónimos interlingüísticos ucraniano-ruso en 2020, una colección de casi 4000 palabras en ruso y ucraniano en las que había trabajado durante media década.
También escribió una serie de canciones para algunos compositores. Sus obras han sido traducidas al armenio, bielorruso e inglés. Editó más de cien libros de texto sobre lengua y literatura ucranianas. También publicó varios diccionarios, y fue autora de catorce libros de prosa y poesía. Sus obras también se publicaron en revistas locales.

## Premios y reconocimientos
Ganó el Premio Regional Mykhailo Kotsyubynsky en septiembre de 2006 por su trabajo en la novela Quiet Street of the Evening City, así como el Premio Regional Leonid Glibov.

## Legado
El Consejo del Óblast de Chernígov dijo que Arsenych-Baran había "enriquecido el tesoro creativo de Chernihiv y Ucrania con novelas interesantes y profundas, una serie de obras poéticas y en prosa, participando activamente en actividades científicas y metodológicas".

## Vida personal
Estaba casada con Myron Baran, a quien conoció en la universidad. La pareja tuvo un hijo. A última hora de la tarde del 1 de abril de 2021, murió repentinamente por complicaciones de la COVID-19 tras ser dada de alta del hospital con una mejoría de su estado un día antes. Su funeral y el entierro se llevaron a cabo dos días después.